# Station San Sebastian-Donostia
Station San Sebastian-Donostia (Estación de San Sebastián-Donostia, lokaal ook wel bekend als Estación del Norte of Estación de Atocha) is het belangrijkste spoorwegstation in de Spaanse stad San Sebastian in de autonome gemeenschap Baskenland. 

## Geschiedenis
Het station is geopend op 15 augustus 1864. De aanleg van het spoor en het station was begonnen in 1858, begeleid door een groot volksfeest op 22 juni van dat jaar. Een van de eerste historische feiten was de vlucht naar Frankrijk van koningin Isabella II die in San Sebastian de zomer aan het doorbrengen was, na de revolutie van 1868, ook wel bekend als La Gloriosa. 
In 1881 is de gietijzeren overkapping opgeleverd door de werkplaatsen van Gustave Eiffel, hoewel de constructie geen ontwerp van Eiffel zelf was. In 1905 werd de voetgangersbrug aan de zuidkant gebouwd, die de stad moest verbinden met de stierenarena Atotxa die aan de andere kant van het station lag. Over de toegang van deze brug aan de stadskant staat een poort met vijf bogen en een monumentale klok. In de volksmond heet deze structuur de Brandenburger Tor. 
In juli 2020 is een ingrijpende verbouwing van het station begonnen om in de toekomst AVE's, Spaanse hogesnelheidstreinen te kunnen ontvangen. Omdat deze in Spanje niet over Iberisch breedspoor rijden, zoals de conventionele treinen, maar over normaalspoor, vereist dit een ingrijpende verandering van de infrastructuur. Ten zuiden van het huidige station wordt een nieuwe terminal gebouwd over drie verdiepingen. Hierbij blijven het oude station met overkapping en de monumentale poort met de vijf bogen staan. 

## Locatie
Het station staat in het district Egia aan de kade van de rivier de Urumea, en is door middel van de brug Puente de María Cristina verbonden met het centrum van de stad, aan de andere kant van de rivier. Het station bevindt zich bij kilometerpunt 622,564 van de spoorlijn Madrid-Hendaye, op een hoogte van 4,6 meter boven de zeespiegel. 

## Lijnen
In het station stoppen voorstadtreinen (Cercanías de San Sebastian), middellange afstandstreinen (Media Distancia) en lange afstandstreinen (Larga Distancia). In de toekomst, na de aanleg van de "Baskische Y", een hogesnelheidsverbinding, zullen ook hogesnelheidstreinen het station aandoen.  
Brinkola · Legazpi · Zumarraga · Ormaiztegi · Beasain · Ordizia · Itasondo · Legorreta · Ikaztegieta · Alegia · Tolosa · Tolosa-Erdia · Anoeta · Billabona-Zizurkil · Andoain-Erdia · Andoain · Urnieta · Hernani-Erdia · Hernani · Martutene · Loiola · Loiola Erriberak (Gepland) · San Sebastian-Donostia · Gros · Ategorrieta · Intxaurrondo · Herrera · Pasaia · Lezo-Errenteria · Ventas de Irún · Irun